# Успенский военный собор (Нижний Новгород)
Церковь Успения Божией Матери — утраченный православный храм в историческом центре Нижнего Новгорода. Располагался на восточной стороне плац-парадной площади Нижегородского кремля. Небольшой период времени церковь была кафедральной, а позже перешла к военному ведомству, из-за чего получила обывательское название Успенского военного собора.
Храм изначально строился как мемориальное сооружение по инициативе и на средства помещицы Марии Александровны Мертваго, в честь её мужа, погибшего в сражении в период Отечественной войны 1812 года. Строительство шло под патронажем императора Александра I. Таким образом, церковь строилась как памятник Нижегородскому народному ополчению 1812 года.
Проект и план фасадов составил академик архитектуры Авраам Мельников. Храм считается одним из ярчайших образцов позднего классицизма и одной из лучших работ Мельникова.
Снесён советскими властями в 1929 году.

## История
Инициатором строительства и ктитором храма выступила Мария Александровна Мертваго, решившая так почтить память павшего в сражении с французами в Отечественную войну 1812 года мужа-поручика. Таким образом, церковь строилась как памятник Нижегородскому народному ополчению 1812 года. С просьбой возвести церковь вдова обратилась непосредственно к императору Александру I, который стал покровителем этого проекта.
Первоначальный проект фасада церкви был разработан в Нижнем Новгороде (автор не установлен) и отправлен на утверждение в Министерство внутренних дел, где 25 августа 1820 года был рассмотрен, но отклонён и отправлен на доработку в Государственный Строительный комитет профессору архитектуры академику Аврааму Мельникову.
Новые план-фасады храма в январе 1821 года были утверждены лично императором, который собственноручно сделал на чертеже ряд пометок. По этой причине, в Нижний Новгород чертежи вернулись с припиской Министра внутренних дел Виктора Кочубея: «Его Императорское Величество изъявил Высочайшее изволение на сию постройку, но с переменою места в Нижегородской крепости на построение оной церкви и с некоторою поправкою фасада со входа в церковь, каковыя перемены Государь Император изволил назначить на планах собственноручно».
С наступлением тёплого времени года епископ Моисей сообщал гражданскому губернатору Александру Крюкову, что «потребныя к закладке означенной церкви материалы уже приуготовлены, то и предложил я учинить закладку сию сего марта 22 дня, в воскресенье, после Божественной литургии». Надзор за строительными работами принял губернский архитектор Иван Ефимов.
Вчерне здание церкви отстроили к лету 1827 года, а 25 сентября прошло освящение главного престола в честь Успения Божьей Матери. Тогда храм был передан местному гарнизону, вследствие чего не имел особого прихода и получил название «военного». Ещё два престола в храме не были окончены.
В январе 1829 года М. А. Мертваго обратилась к императору Николаю I с личной просьбой: «В прошлом 1821 году предположила я по усердию своему построить своим иждивением внутри крепости Нижняго Нова города вновь каменную церковь во имя Успения пресвятые Богородицы с двумя приделами и, назначив для сего употребления по силе возможности своей не более как 80 тысяч рублей, составила план и фасад такого вида и пропорции… В Строительном комитете вместо оных сочинен вновь фасад с присовокуплением наружных украшений». Для завершения строительства вдова просила выделить ссуду в 50 тысяч рублей под залог своих имений в Нижегородской и Симбирской губерниях с 299 душами крепостных. Император потребовал изучить вопрос и после этого разрешил выдать ссуду.
В 1831 году храм был в основном завершён, за исключением отделки внутренних помещений, которая продолжалась до 1834 года. Как отмечал краевед Николай Филатов, строительство Успенской церкви стало делом жизни Марии Александровны Мертваго, а появление столь заметного здания значительно обогатило архитектуру кремля в начале XIX века.
В выстроенной церкви было три престола: главный — в честь Успения Божией Матери, южный — в честь Симеона Столпника и северный — в честь Марии Магдалины. До построения нового Преображенского собора церковь была кафедральной (отсюда появление в названии «собора»), позже — перешла к полковому карабинерскому полку, а в середине XIX века значилась за батальоном внутренней стражи (поэтому в названии появилось слово «военный»). Внутри собор был изящно украшен: все три алтаря имели один иконостас, отделанный под тёмный мрамор и украшенный позолоченной резьбой. Контур иконостаса имел много сходства с контуром иконостаса петербургского Казанского собора. Иконы отличались хорошо выполненной живописью.
Церковь выполняла функции гарнизонного храма: сюда приходили для богослужения солдаты и офицеры нижегородского гарнизона, здесь же проходили торжественные мероприятия, связанные с военными государственными праздниками. Кроме прочего, собор был приписан к Военной графа Аракчеева гимназии, которую перевели в Нижний Новгород в 1867 году из Новгородской губернии, где она существовала в статусе кадетского корпуса. В соборе в качестве реликвий хранились два знамени, пожалованные кадетам.
После революции храм был уничтожен советскими властями одним из первых в Нижнем Новгороде. Его снесли в 1929 году. В 1975 году на месте снесённого собора, под влиянием архитектуры московского Дворца съездов, было возведено здание Горьковского обкома партии (арх. В. В. Воронков, В. Н. Рымаренко).

## Архитектура
Успенский собор считается ярчайшим образцом русского классицизма и одной из лучших работ архитектора А. И. Мельникова. Исследователь творчества этого зодчего искусствовед М. П. Тубли писал: «В этой работе Мельникову удалось воплотить свой идеал объёмной композиции культового здания. Мельников выработал абсолютно „чистый“ тип строго симметричного здания, которое впоследствии использовалось им как эталон». В архитектуре храма автор использовал приёмы античной греческой архитектуры, получившей распространение в столичных постройках того периода: построение четырёхколонных портиков с низкими фронтонами; тяжёлые пропорции колонн с массивными капителями, отсутствием баз, что было характерным для периода архаики. Влияние античной архитектуры прослеживалось и в триглифовом поясе, проходившем по всему периметру здания.
Главной сложностью проектирования здания была необходимость вписать его в ансамбль ещё не завершённой тогда плац-парадной площади. Изначально место под храмом предназначалось для здания губернаторского дома, который рассматривался как продолжение построенного корпуса вице-губернаторского дворца. Губернаторский дом должен был замкнуть фронт застройки восточной стороны площади и образовать единый фасад, по примеру уже выстроенного напротив здания присутственных мест. Другим фасадом губернаторский дом должен был формировать речную панораму кремля. Второй проблемой выступала необходимость увязать архитектуру со стоящим рядом Архангельским собором, которому отводилась роль главной доминанты.
Архитектор удачно справился с задачей: собор чётко закрепил угол площади, при этом высота его соответствовала высоте вице-губернаторского дома, и он располагался с ним на одной линии застройки. Площадь приобрела целостный законченный облик. При этом появилось активное и эффектное раскрытие площади в сторону главного Спасо-Преображенского собора. Композиционная взаимосвязь с Архангельским собором была достигнута за счёт предельно лаконичного построения храма, основной объём которого с четырьмя портиками был подобен старому собору с притворами, а спокойное завершение круглого барабана плоским куполом не контрастировало с шатровым завершением древнего собора.

## Реликвии и святыни
Среди икон церкви были примечательны:
- Нерукотворного Спаса;
- Знамения Пресвятой Богородицы, подаренная храму по Высочайшему повелению из имения графа Аракчеева;
- Снятия Господа со креста художественной работы, располагавшаяся над горним местом в главном алтаре;
- Господа Вседержителя с предстоящими: Святым Благоверным Князем Александром Невским и Святой Марией Магдалиной (икона была сооружена служащими в Кадетском корпусе в память спасения императора Александра II от покушения 2 апреля 1879 года).

В церкви хранилось несколько реликвий:
- Каска императора Николая I, пожалованная 30 апреля 1855 года императором Александром II Аракчеевскому кадетскому корпусу;
- Два знамени, дарованные корпусу в 1830 и 1838 годах.